# Hagenbach, Haut-Rhin
För andra betydelser, se Hagenbach (olika betydelser).
Hagenbach är en kommun i departementet Haut-Rhin i regionen Grand Est (tidigare regionen Alsace) i nordöstra Frankrike. Kommunen ligger i kantonen Dannemarie som tillhör arrondissementet Altkirch. År 2022 hade Hagenbach 766 invånare.

## Befolkningsutveckling
Antalet invånare i kommunen Hagenbach
| Referens: INSEE |